# 히로키 류이치
히로키 류이치(廣木 隆一, 1954년 1월 1일~)는 일본의 영화 감독이자 각본가, 영화 배우이다. 1982년 핑크 영화 《성학대! 그 여자를 폭로한다》로 활동을 시작했으며 2003년 영화 《바이브레이터》로 여러 영화상을 수상했다.

## 감독 작품

### 영화
| 연도 | 제목                                                | 비고                                                        |
| ---- | --------------------------------------------------- | ----------------------------------------------------------- |
| 1982 | 《성학대! 그 여자를 폭로한다》                      |                                                             |
| 1983 | 《우리들의 시대》                                   |                                                             |
| 1983 | 《우리들의 계절》                                   |                                                             |
| 1990 | 《사와코의 사랑》                                   |                                                             |
| 1993 | 《마왕굴: 새디스틱 시티》                           |                                                             |
| 1994 | 《800 투 랩 러너스》                                | 다카사키 영화제 신인감독 그랑프리 일본영화비평가대상 감독상 |
| 1999 | 《천사에게 버림받은 밤》                            |                                                             |
| 2000 | 《동경 쓰레기 여자》                                | 일본영화비평가대상 감독상                                   |
| 2000 | 《SM작가》                                          |                                                             |
| 2003 | 《바이브레이터》                                    | 요코하마 영화제 감독상 다카사키 영화제 감독상               |
| 2004 | 《걸프렌드》                                        |                                                             |
| 2005 | 《그녀의 은밀한 사랑일기》 〈태양이 보이는 곳까지〉 | 옴니버스 영화;                                              |
| 2005 | 《낯설은 섹스 그리고 연인》                         |                                                             |
| 2005 | 《런 스파이 런》                                    |                                                             |
| 2006 | 《부드러운 생활》                                   | 일본 영화 프로페셔널 대상 특별상                            |
| 2006 | 《예감》                                            |                                                             |
| 2006 | 《사랑하는 일요일》                                 |                                                             |
| 2007 | 《도발적 관계:M》                                   |                                                             |
| 2007 | 《나는 사랑했어》                                   |                                                             |
| 2008 | 《바쿠시, SM로프 마스터》                           | 다큐멘터리 영화;                                            |
| 2008 | 《유어 프렌즈》                                     |                                                             |
| 2008 | 《뉴 타입: 그저, 사랑을 위해》                      |                                                             |
| 2009 | 《4월의 신부》                                      |                                                             |
| 2009 | 《우리들은 걷는다, 단지 그것뿐》                    |                                                             |
| 2010 | 《번개나무》                                        |                                                             |
| 2011 | 《경멸: 에고이스트》                                | 다카사키 영화제 감독상                                      |
| 2011 | 《더 퓨처 오브 칠드런 인 후쿠시마》                 | 단편 영화                                                   |
| 2012 | 《리버》                                            |                                                             |
| 2013 | 《노란 코끼리》                                     |                                                             |
| 2013 | 《해변의 거리에서》                                 |                                                             |
| 2013 | 《괜찮아 3반》                                      |                                                             |
| 2013 | 《100번 울기》                                      |                                                             |
| 2015 | 《가부키초 러브호텔》                               |                                                             |
| 2015 | 《남자의 일생》                                     |                                                             |
| 2015 | 《스트롭 에지》                                     |                                                             |
| 2016 | 《늑대소녀와 흑왕자》                               |                                                             |
| 2016 | 《나츠미의 반딧불》                                 |                                                             |
| 2017 | 《P와 JK》                                          |                                                             |
| 2017 | 《나미야 잡화점의 기적》                            | 일본 아카데미상 감독상 후보                                 |
| 2017 | 《그녀의 인생은 잘못이 없어》                       | 일본 영화 프로페셔널 대상 감독상                            |
| 2018 | 《이토군 A to E》                                   |                                                             |
| 2018 | 《마멀레이드 보이》                                 |                                                             |
| 2018 | 《여기는 지루해 마중나와》 (ここは退屈迎えに来て)   |                                                             |

### 뮤직 비디오
- 마이카 〈마음〉 (2010)
- 킨키 키즈 〈아직 눈물이 되지 않은 슬픔이〉 (2013)
- 마에다 아츠코 〈Selfish〉 (2016)
- 후지패브릭 〈Water Lily Flower〉 (2018)